# Valerie Curtin
Valerie Curtin (Jackson Heights, 31 marzo 1941) è un'attrice e sceneggiatrice statunitense.

## Filmografia parziale

### Attrice
Cinema
- Alice non abita più qui (Alice Doesn't Live Here Anymore), regia di Martin Scorsese (1974)
- Tutti gli uomini del presidente (All the President's Men), regia di Alan J. Pakula (1976)
- Codice 3: emergenza assoluta (Mother, Jugs & Speed), regia di Peter Yates (1976)
- L'ultima follia di Mel Brooks (Silent Movie), regia di Mel Brooks (1976)
- Wagons-lits con omicidi (Silver Streak), regia di Arthur Hiller (1976)
- L'ultima corsa (The Last of the Cowboys), regia di John Leone (1977)
- Un tocco di sesso (A Different Story), regia di Paul Aaron (1978)
- Amici come prima (Best Friends), regia di Norman Jewison (1982) - non accreditata
- Maxie, regia di Paul Aaron (1985)
- Su e giù per Beverly Hills (Down and Out in Beverly Hills), regia di Paul Mazursky (1986)
- Il grande imbroglio (Big Trouble), regia di John Cassavetes (1986)

Televisione
- Happy Days - un episodio (1974)
- I ragazzi del sabato sera (Welcome Back, Kotter) - un episodio (1976)
- Tre cuori in affitto (Three's Company) - un episodio (1976)
- Dalle 9 alle 5, orario continuato (9 to 5) - 78 episodi (1982-1988)
- Voci nella notte (Midnight Caller) - un episodio (1991)
- The District - 3 episodi (2000)
- E.R. - Medici in prima linea (ER) - un episodio (2004)

### Sceneggiatrice
Cinema
- ...e giustizia per tutti (...And Justice for All) (1979)
- I ragazzi del Max's bar (Inside Moves) (1980)
- Amici come prima (Best Friends) (1982)
- Un'adorabile infedele (Unfaithfully Yours) (1984)
- Toys - Giocattoli (Toys) (1992)

Televisione
- Donne e uomini: storie di seduzione (Women and Men: Stories of Seduction) - film TV (1990)
- Good & Evil - serie TV, 2 episodi (1991)

## Vita privata
Dal 1975 al 1982 è stata sposata con il cineasta Barry Levinson.
È cugina dell'attrice Jane Curtin.